# Fontaine Saint-Jean-Baptiste de Gorvello
La fontaine Saint-Jean-Baptiste  est située  au lieu-dit Le Gorvello à Sulniac dans le Morbihan.

## Historique
Le clocheton posé sur un piédestal abrite une statuette de St Vincent Ferrier, apôtre du pays de Vannes au XVe siècle.
La fontaine fait l’objet d’une inscription au titre des monuments historiques depuis le 16 juin 1946.